# Brachylinga bicolor
Brachylinga bicolor är en tvåvingeart som beskrevs av Webb 2006. Brachylinga bicolor ingår i släktet Brachylinga och familjen stilettflugor.
Artens utbredningsområde är Costa Rica. Inga underarter finns listade.